# John Kean
John Kean, född 4 december 1852 i New Jersey, död 4 november 1914 i New Jersey, var en amerikansk republikansk politiker. Han representerade delstaten New Jersey i båda kamrarna av USA:s kongress, först i representanthuset 1883-1885 samt 1887-1889 och sedan i senaten 1899-1911. Han var bror till Hamilton Fish Kean som var senator för New Jersey 1929-1935.
Kean studerade vid Yale College. Han avlade sedan 1875 juristexamen vid Columbia University. Han besegrade sittande kongressledamoten Miles Ross i kongressvalet 1882. Han kandiderade två år senare till omval men förlorade mot Robert Stockton Green. Kongressledamoten Green avgick 1887 för att tillträda som guvernör i New Jersey. Kean var sedan på nytt kongressledamot fram till 1889.
Kean förlorade guvernörsvalet i New Jersey 1892 mot demokraten George Theodore Werts. Han efterträdde 1899 James Smith Jr. som senator för New Jersey. Kean efterträddes 1911 av James E. Martine.